# Raymond Jourdan
Raymond Jourdan, est un comédien français, né à Lyon le 26 octobre 1930 et mort dans le 14e arrondissement de Paris, le 17 août 1991.
Il fit carrière au cinéma, au théâtre et à la télévision.

## Filmographie

### Cinéma
- 1958 : Une simple histoire de Marcel Hanoun : moyen métrage -
- 1959 : Le Déjeuner sur l'herbe de Jean Renoir : Eustache
- 1959 : Le Testament du docteur Cordelier de Jean Renoir : l'infirme agressé par Opale
- 1961 : Le Caporal épinglé de Jean Renoir et Guy Lefranc : Hippolyte Dupieu
- 1963 : Laissez tirer les tireurs de Guy Lefranc
- 1964 : Thomas l'imposteur de Georges Franju
- 1965 : La Bourse et la Vie de Jean-Pierre Mocky : un parieur
- 1966 : Les malabars sont au parfum de Guy Lefranc : Vinogradov, l'ambassaseur Soviétique
- 1966 : Sale temps pour les mouches de Guy Lefranc
- 1966 : L'Authentique Procès de Carl-Emmanuel Jung de Marcel Hanoun : Newsman
- 1966 : Commissaire San Antonio ou Sale temps pour les mouches... de Guy Lefranc : l'acheteur Zurichois
- 1966 : L'Homme à la buick de Gilles Grangier : le docteur Bernard
- 1966 : La Prise de pouvoir par Louis XIV de Roberto Rossellini : Jean-baptiste Colbert
- 1966 : Opération Lady Chaplin : "Mission Lady Chaplain" de Alberto de Martino et Sergio Grieco : le scientifique
- 1967 : Ces messieurs de la famille de Raoul André : l'agent de police
- 1967 : Drôle de jeu de Pierre Kast : le curé
- 1968 : Salut Berthe ! de Guy Lefranc
- 1974 : Géronimo de Georges Sénéchal : court métrage -
- 1976 : Le Jardin des supplices, de Christian Gion
- 1979 : Le Coup de sirocco de Alexandre Arcady
- 1981 : Les Îles de Iradj Azimi : le commissaire priseur
- 1982 : Un film autoportrait de Marcel Hanoun : lui-même
- 1983 : Attention ! Une femme peut en cacher une autre de Georges Lautner : le directeur de l'école
- 1984 : Gwen, le livre de sable de Jean-François Laguionie : dessin animé, voix de Twin -
- 1985 : Taxi Boy de Alain Page : Miguel
- 1988 : Zanzibar de Christine Pascal : Samuel
- 1988 : Une femme pour l'hiver de Manuel Flèche : court métrage -
- 1989 : Un jeu d'enfant de Pascal Kané : le curé

### Télévision
- 1962 : La Belle et son fantôme de Bernard Hecht
- 1962 : Les Trois Chapeaux claques, téléfilm de Jean-Pierre Marchand : le chasseur
- 1966 : En votre âme et conscience :  Pour l'honneur d'une fille de Claude Barma
- 1967 : Meurtre en sourdine de Gilbert Pineau
- 1967 : Les Habits noirs, feuilleton télévisé de René Lucot
- 1967 : Les Enquêtes du commissaire Maigret de Claude Barma, épisode : Cécile est morte
- 1968 : En votre âme et conscience, épisode : Les Innocents d'Eldagsen de  Claude Barma
- 1969 : D'Artagnan, feuilleton télévisé de Claude Barma
- 1969 : En votre âme et conscience, épisode : L'Affaire Lacoste de  René Lucot
- 1972 : La Mandragore de Philippe Arnal (téléfilm)
- 1972 : Les Gens de Mogador, feuilleton télévisé de Robert Mazoyer : Ernest
- 1974 : Un curé de choc (26 épisodes de 13 minutes) de Philippe Arnal
- 1977 : La Vérité de madame Langlois de Claude Santelli
- 1977 : Dossier danger immédiat (Épisode "Il ne manque que vous") de Claude Barma
- 1979 : Les Quatre Cents Coups de Virginie de Bernard Queysanne
- 1980 : La Peau de chagrin de Michel Favart
- 1982 : La Steppe de Jean-Jacques Goron

## Théâtre
- 1950 : Bottines et collets montés d'après Eugène Labiche et Georges Courteline, mise en scène Roger Planchon, Théâtre de la Comédie de Lyon
- 1951 : Jedermann de Hugo von Hofmannsthal, mise en scène Charles Gantillon, Parvis de la cathédrale Saint-Jean Lyon
- 1955 : Un mari idéal d'Oscar Wilde, mise en scène Jean-Marie Serreau, Théâtre de l'Œuvre
- 1959 : La Jument du roi de Jean Canolle, mise en scène Jacques Fabbri, Théâtre de Paris
- 1960 : La Bonne Âme du Se-Tchouan de Bertolt Brecht, mise en scène André Steiger, Théâtre Récamier
- 1962 : L'Étoile devient rouge de Sean O'Casey, mise en scène Gabriel Garran, Théâtre de la Commune, Théâtre Récamier
- 1964 : Coriolan de William Shakespeare, mise en scène Gabriel Garran, Festival d'Art dramatique d'Aubervilliers
- 1966 : À Memphis il y a un homme d'une force prodigieuse de Jean Audureau, mise en scène Antoine Bourseiller, Festival du Marais
- 1967 : Silence, l'arbre remue encore de François Billetdoux, mise en scène Antoine Bourseiller, Festival d'Avignon
- 1968 : Les Treize Soleils de la rue Saint-Blaise d'Armand Gatti, mise en scène Guy Rétoré, Théâtre de l'Est parisien
- 1973 : Martin Luther et Thomas Münzer ou Les Débuts de la comptabilité de Dieter Forte, mise en scène Jo Tréhard et Michel Dubois, Théâtre de l'Est parisien
- 1974 : Les Vampires de Serge Ganzl, mise en scène Gabriel Garran, Théâtre de la Commune
- 1975 : L'Œil de la tête d'après Marquis de Sade, mise en scène Philippe Adrien et Jean-Claude Fall, Festival d'automne à Paris Théâtre Récamier
- 1977 : Le Météore de Friedrich Dürrenmatt, mise en scène Gabriel Garran, Théâtre de la Commune
- 1977 : La Fortune de Gaspard de la Comtesse de Ségur, mise en scène Anne-Marie Lazarini, Théâtre national de Chaillot
- 1981 : La Duchesse d'Amalfi de John Webster, mise en scène Adrian Noble, Théâtre Silvia-Monfort
- 1981 : Les Vacances de Jean-Claude Grumberg, mise en scène Jean-Pierre Miquel, Centre dramatique de Reims
- 1983 : Les Paravents de Jean Genet, mise en scène Patrice Chéreau, Théâtre Nanterre-Amandiers
- 1984 : Le Retour d'Harold Pinter, mise en scène Stuart Seide, Théâtre de l'Athénée-Louis-Jouvet
- 1986 : Les Voisins de Michel Vinaver, mise en scène Alain Françon, Théâtre Ouvert
- 1986 : Le Roi Lear de William Shakespeare, mise en scène Matthias Langhoff, Théâtre national de Strasbourg, 1987 : MC93 Bobigny
- 1987 : Une Lune pour les déshérités d'Eugene O'Neill, mise en scène Alain Françon, Festival d'Avignon
- 1988 : Palais-Mascotte d’Enzo Cormann, mise en scène Alain Françon, Théâtre de la Bastille
- 1988 : On ne badine pas avec l'amour d'Alfred de Musset, mise en scène Jean-Pierre Vincent, Théâtre de Sartrouville
- 1989 : Le Bourrichon, comédie rurale de Joël Jouanneau, mise en scène de l'auteur, Festival d'Avignon, Théâtre Ouvert
- 1990 : En attendant Godot de Samuel Beckett, mise en scène Joël Jouanneau, Théâtre Nanterre-Amandiers
- 1991 : Madame Bovary, je t'embrasse partout, Gustave de Gustave Flaubert, mise en scène et adaptation Jean-Luc Borg,  Théâtre Par Le Bas-Nanterre-